# Chan Kin Man
Chan Kin Man (Macau, 17 april 1953) is een Macaus autocoureur.

## Carrière
In 2008 nam Chan deel aan de tweede divisie van het Asian Touring Car Championship voor zijn eigen team.
In 2010 maakte Chan zijn debuut in het World Touring Car Championship voor zijn eigen team in zijn thuisrace op het Circuito da Guia in een Honda Civic Type R. Zijn auto en die van zijn landgenoot Kuok Io Keong kwamen echter niet door de technische keuring en werden uitgesloten voor de race.
In 2011, 2012 en 2013 nam Chan deel aan de CTM Macau Cup, respectievelijk voor het Andy Racing Team, het Son Veng Racing Team en het RPM Racing Team. In 2011 kwalificeerde hij zich niet binnen 107% van de tijd van polesitter Kelvin Leong en mocht de race niet starten. In 2012 was hij wel snel genoeg om door de kwalificatie heen te komen, maar viel na drie ronden uit. In 2013 finishte hij voor het eerst de race op de tiende plaats.